# كورا (ساموس)
كورا (Χώρα) هي قرية تقع في جزيرة ساموس تقع على بعد 13 كم من عاصمتها ساموس. يبلغ عدد سكانها 1500 نسمة وكانت عاصمة الجزيرة حتى عام 1854.